# Il Giallo Mondadori dal 1701 al 1800
|  | I 100 precedenti: Il Giallo Mondadori dal 1601 al 1700 |

## Dal n.1701 al n.1800
| N.   | Titolo italiano                             | Autore                                 | Titolo originale                       | Pubblicazione     |
| ---- | ------------------------------------------- | -------------------------------------- | -------------------------------------- | ----------------- |
| 1701 | La grande caduta                            | Ralph Hayes                            | The Big Fall                           | 6 settembre 1981  |
| 1702 | Il quadro del delitto                       | Donald Mackenzie                       | Raven Feathers His Nest                | 13 settembre 1981 |
| 1703 | Morte accidentale di una stella             | Simon Brett                            | A Comedian Dies                        | 20 settembre 1981 |
| 1704 | La ragazza del Sunset Strip                 | Joseph Hansen                          | Skinflick                              | 27 settembre 1981 |
| 1705 | Questione d'identità                        | June Thomson                           | A Question of Identity                 | 4 ottobre 1981    |
| 1706 | Senza nome nel labirinto                    | Bill Pronzini                          | Labyrinth                              | 11 ottobre 1981   |
| 1707 | Fratello Cadfael e la bara d'argento        | Ellis Peters                           | A Morbid Taste For Bones:              | 18 ottobre 1981   |
| 1708 | Boomerang                                   | Brian Garfield                         | Recoil                                 | 25 ottobre 1981   |
| 1709 | Stella cadente                              | Lillian O' Donnell                     | Falling Star                           | 1º novembre 1981  |
| 1710 | Non tormentate i vampiri, per favore        | Stuart M. Kaminsky                     | Never Cross A Vampire                  | 8 novembre 1981   |
| 1711 | La vedova dal cuore d'oro                   | Nicolas Freeling                       | The Widow                              | 15 novembre 1981  |
| 1712 | L'ultimo vero bacio                         | James Crumley                          | The Last Good Kiss                     | 22 novembre 1981  |
| 1713 | Nessuno conosce nessuno                     | Massimiliano Sossella                  |                                        | 29 novembre 1981  |
| 1714 | Accidenti a te, Mike                        | Barry Fantoni                          | Dime Mike Dime                         | 6 dicembre 1981   |
| 1715 | Una rana in fondo al fiume                  | Elizabeth Ferrars                      | Frog in the Throat                     | 13 dicembre 1981  |
| 1716 | Castello in aria                            | Donald E. Westlake                     | Castle in the Air                      | 20 dicembre 1981  |
| 1717 | L'archivista                                | Loriano Macchiavelli                   |                                        | 27 dicembre 1981  |
| 1718 | Una strana coincidenza                      | Hugh Pentecost                         | Beware Young Lovers                    | 3 gennaio 1982    |
| 1719 | Lovejoy e l'albero del Santo Graal          | Jonathan Gash                          | The Grail Tree                         | 10 gennaio 1982   |
| 1720 | Il boia di Cater Street                     | Anne Perry                             | The Cater Street Hangman               | 17 gennaio 1982   |
| 1721 | Delitti perbene                             | Timothy Holme                          | The Neapolitan Streak                  | 24 gennaio 1982   |
| 1722 | Giochi di potere                            | Collin Wilcox                          | Power Plays                            | 31 gennaio 1982   |
| 1723 | Dov'è finito Toby Rinaldi?                  | Gregory McDonald                       | Who Took Toby Rinaldi?                 | 7 febbraio 1982   |
| 1724 | Wycliffe a Paul's Court                     | W.J. Burley                            | Wycliffe in Paul's Court               | 14 febbraio 1982  |
| 1725 | Maledette chimere                           | Arthur Lyons                           | Castles Burning                        | 21 febbraio 1982  |
| 1726 | L'enigma Rembrandt & C.                     | Oliver Banks                           | The Rembrandt Panel                    | 28 febbraio 1982  |
| 1727 | Guai in vista, capitano Tallon              | John Ball                              | Trouble for Tallon                     | 7 marzo 1982      |
| 1728 | La morte canta country                      | George Bagby                           | Country and Fatal                      | 14 marzo 1982     |
| 1729 | L'intruso                                   | Louis Charbonneau                      | Intruder                               | 21 marzo 1982     |
| 1730 | L'angelo rosa                               | William L. Deandrea                    | The Lunatic Fringe                     | 28 marzo 1982     |
| 1731 | Decisione a Honfleur                        | Alan Hunter                            | The Honfleur Decision                  | 4 aprile 1982     |
| 1732 | Terminal                                    | Boileau-Narcejac                       | Terminus                               | 11 aprile 1982    |
| 1733 | Il giustiziere della notte n. 2             | Brian Garfield                         | Death Sentence                         | 18 aprile 1982    |
| 1734 | Reflex                                      | Dick Francis                           | Reflex                                 | 25 aprile 1982    |
| 1735 | Il ladro che leggeva Kipling                | Lawrence Block                         | The Burglar Who Liked to Quote Kipling | 2 maggio 1982     |
| 1736 | La maledizione dei Raven                    | Marilyn Ross                           | Ravenhurst                             | 9 maggio 1982     |
| 1737 | La scacchiera del delitto                   | David Keith Cohler                     | Gamemaker                              | 16 maggio 1982    |
| 1738 | Una talpa in comune                         | Dominic Devine                         | Sunk Without Trace                     | 23 maggio 1982    |
| 1739 | La pelle d'oca                              | Timothy Childs                         | Cold Turkey                            | 30 maggio 1982    |
| 1740 | Anatomia di un villaggio                    | June Thomson                           | Alibi in Time                          | 6 giugno 1982     |
| 1741 | Mezzanotte di fuoco                         | Stuart M. Kaminsky                     | High Midnight                          | 13 giugno 1982    |
| 1742 | Delitti di lusso                            | Hugh Pentecost                         | Murder in Luxury                       | 20 giugno 1982    |
| 1743 | Affare di famiglia                          | Mignon G. Eberhart                     | Family Affair                          | 27 giugno 1982    |
| 1744 | Gideon Fell e la gabbia mortale             | John Dickson Carr                      | The Problem of the Wire Cage           | 4 luglio 1982     |
| 1745 | Masao Masuto e la piscina vagabonda         | E.V. Cunningham                        | The Case of the Sliding Pool           | 11 luglio 1982    |
| 1746 | Quattro balle di merce pregiata             | Stefano Mangiasassi                    |                                        | 18 luglio 1982    |
| 1747 | Il popolo delle tenebre                     | Tony Hillerman                         | People of Darkness                     | 25 luglio 1982    |
| 1748 | Il flauto tragico                           | Ruth Rendell                           | Put On by Cunning                      | 1º agosto 1982    |
| 1749 | I delitti dell'ombra                        | John Lutz                              | The Shadow Man                         | 8 agosto 1982     |
| 1750 | In cerca di Rachel Wallace                  | Robert B. Parker                       | Looking for Rachel Wallace             | 15 agosto 1982    |
| 1751 | Nessuno conosce il mio nome                 | Joyce Harrington                       | No Onw Knows My Name                   | 22 agosto 1982    |
| 1752 | Erede presunto                              | Henry Wade                             | Heir Presumptive                       | 29 agosto 1982    |
| 1753 | Morte per asfissia                          | Richard Forrest                        | Death at Yew Corner                    | 5 settembre 1982  |
| 1754 | Peter Styles e l'inquilino assassinato      | Judson Philips                         | Why Murder                             | 12 settembre 1982 |
| 1755 | L'affare Maynard Hayes                      | Dorothea Bennett                       | The Maynard Hayes Affair               | 19 settembre 1982 |
| 1756 | Il grande perdono                           | Alexandre Arcady & Daniel Saint-Hamont | Le grande pardon                       | 26 settembre 1982 |
| 1757 | Quando muore mammina                        | Enzo Ferrea                            |                                        | 3 ottobre 1982    |
| 1758 | Primi giorni d'autunno                      | Robert B. Parker                       | Early Autumn                           | 10 ottobre 1982   |
| 1759 | La scarpina di vetro                        | Mignon G. Eberhart                     | The Glass Slipper                      | 17 ottobre 1982   |
| 1760 | California Thriller                         | Max Byrd                               | California Thriller                    | 24 ottobre 1982   |
| 1761 | Una pallottola per Errol Flynn              | Stuart M. Kaminsky                     | Bullet for a Star                      | 31 ottobre 1982   |
| 1762 | Un cadavere per un amico                    | Aaron Marc Stein                       | A Body for a Buddy                     | 7 novembre 1982   |
| 1763 | La tigre con la criniea                     | Mary McMullen                          | Something of the Night                 | 14 novembre 1982  |
| 1764 | Quella sera del delitto                     | Dorothy Simpson                        | The Night She Died                     | 21 novembre 1982  |
| 1765 | Requiem in rock                             | Collin Wilcox                          | Mankiller                              | 28 novembre 1982  |
| 1766 | Messaggio dall'aldilà                       | Sara Woods                             | Weep for Her                           | 5 dicembre 1982   |
| 1767 | Un pazzo alla mia porta                     | Hillary Waugh                          | Madman at my Door                      | 12 dicembre 1982  |
| 1768 | Nel lago d'ombra                            | Ruth Rendell                           | The Lake of Darkness                   | 19 dicembre 1982  |
| 1769 | Good-bye, Chicago                           | W.R. Burnett                           | Good-bye, Chicao                       | 26 dicembre 1982  |
| 1770 | Il peccato dell'arcivescovo                 | Clarissa Watson                        | The Bishop in the Back Seat            | 2 gennaio 1983    |
| 1771 | Il cattivo perde sempre due volte           | Dick Francis                           | Twice Shy                              | 9 gennaio 1983    |
| 1772 | Morte ad Harvard                            | Amanda Cross                           | Dead in a Tenured Position             | 16 gennaio 1983   |
| 1773 | Jazz bollente                               | H. Paul Jeffers                        | Rubout at the Onyx                     | 23 gennaio 1983   |
| 1774 | Nozze impossibili, fratello Cadfael         | Ellis Peters                           | The Leper of Saint Giles               | 30 gennaio 1983   |
| 1775 | Il ladro che studiava Spinoza               | Lawrence Block                         | The Burglar Who Studied Spinoza        | 6 febbraio 1983   |
| 1776 | Sotto il segno della Vergine                | Joseph Mathewson                       | Alicia's Trump                         | 13 febbraio 1983  |
| 1777 | Un mistero per Margaret                     | Richard Barth                          | A Ragged Plot                          | 20 febbraio 1983  |
| 1778 | Peter Styles: lo spettacolo deve continuare | Judson Philips                         | Murder as the Curtain Rises            | 27 febbraio 1983  |
| 1779 | Metropoli selvaggia                         | Robert B. Parker                       | A Savage Place                         | 6 marzo 1983      |
| 1780 | Questione di follia                         | June Thomson                           | Deadly Relations                       | 13 marzo 1983     |
| 1781 | L'ammiraglio alla deriva                    | AA.VV.                                 | The Floating Admiral                   | 20 marzo 1983     |
| 1782 | Fantasma Party                              | John Dickson Carr                      | The Man Who Could Not Shudder          | 27 marzo 1983     |
| 1783 | Troppo caldo per l'87º Distretto            | Ed McBain                              | Heat                                   | 3 aprile 1983     |
| 1784 | Stagioni di morte                           | M.K. Wren                              | Seasons of Death                       | 10 aprile 1983    |
| 1785 | La casa dell'altra                          | Mignon G. Eberhart                     | Another Woman's House                  | 17 aprile 1983    |
| 1786 | Un caso per tre detective                   | Leo Bruce                              | Case for Three Detectives              | 24 aprile 1983    |
| 1787 | Là dove danzano i morti                     | Tony Hillerman                         | Dance Hall of the Dead                 | 1º maggio 1983    |
| 1788 | Petrosino e la donna delle stelle           | Secondo Signoroni                      |                                        | 8 maggio 1983     |
| 1789 | Delitto ad opera d'arte                     | James Hadley Chase                     | Try This One for Size                  | 15 maggio 1983    |
| 1790 | Wycliffe, caccia alle ombre                 | W.J. Burley                            | Wycliffe's Wild Goose Chase            | 22 maggio 1983    |
| 1791 | Il funerale delle gondole                   | Timothy Holme                          | A Funeral of Gondolas                  | 29 maggio 1983    |
| 1792 | I peccati di Callander Square               | Anne Perry                             | Callander Square                       | 5 giugno 1983     |
| 1793 | Triplo bersaglio per senza nome             | Bill Pronzini                          | Scattershot                            | 12 giugno 1983    |
| 1794 | Esperimento con la morte                    | Elizabeth Ferrars                      | Experiment With Death                  | 19 giugno 1983    |
| 1795 | La strada di mattoni gialli                 | Stuart M. Kaminsky                     | Murder on the Yellow Brick Road        | 26 giugno 1983    |
| 1796 | Nel freddo della notte                      | Sara Paretsky                          | Indemnity Only                         | 3 luglio 1983     |
| 1797 | La valle delle croci spezzate               | Franca Clama                           |                                        | 10 luglio 1983    |
| 1798 | È scomparsa una stella                      | Hugh Pentecost                         | Death Mask                             | 17 luglio 1983    |
| 1799 | Delitto al club delle donne                 | Q. Patrick                             | Murder at the Women's City Club        | 24 luglio 1983    |
| 1800 | Un certo Smith                              | Ruth Rendell                           | Wolf to the Slaughter                  | 31 luglio 1983    |

|  | I 100 successivi: Il Giallo Mondadori dal 1801 al 1900 |